# Divisioni del Regio Esercito durante la guerra di Etiopia

## Fanteria
Le divisioni della metà degli anni 1930 sono frutto dell'ordinamento del 1926 che prevede la costituzione delle brigate su tre reggimenti e con l'aggiunta dei servizi, artiglieria, ecc. le brigate assumono la fisionomia di divisioni.
Le liste sono ordinate in ordine numerico crescente ma per comodità tengono adiacenti le divisioni "duplicate" , ossia quelle divisioni che vennero create in occasione della guerra aggiungendo 100 alla numerazione della divisione originaria. La funzione delle divisioni duplicate fu quello di evitare un vuoto dovuto allo spostamento delle divisioni sul teatro di guerra; per esempio la 5ª Divisione fanteria "Cosseria" venne trasferita in Africa orientale e rimpiazzata in patria dalla 105ª Divisione fanteria “Cosseria”.

### Fanteria da 1ª a 20ª
Lista delle prime venti divisioni in ordine numerico. Per convenienza a volte vengono menzionate anche le divisioni non attive nel periodo di riferimento (1935/36) specificando l'anno di formazione.
| Nome divisione                                                                 | Tipo                              | Composizione | Composizione                                         | Composizione                                                   | Creazione       | Creazione |
| Nome divisione                                                                 | Tipo divisione                    | Rgt. fanteria | Rgt. artiglieria                                     | Altra unità                                                    | Data/periodo    | Sede |
| ------------------------------------------------------------------------------ | --------------------------------- | --- | ---------------------------------------------------- | -------------------------------------------------------------- | --------------- | --- |
| 1ª Divisione fanteria di Superga                                               | Divisione di fanteria             | • 91º Reggimento Fanteria "Basilicata" • 92º Reggimento Fanteria "Basilicata" • 90º Reggimento Fanteria "Salerno"                              | 5º Reggimento Artiglieria "Superga"                  | • 1º Reggimento "Nizza Cavalleria" • 4º Reggimento bersaglieri | 1934            | Torino |
| 1ª Divisione fanteria "Libia"                                                  | divisione di fanteria libica      | * 1º Reggimento fanteria libica - 3º Reggimento fanteria libica - 4º Reggimento fanteria libica                                                |                                                      |                                                                | 1935            | |
| 1ª Divisione eritrea                                                           | divisione coloniale               | - I Brigata indigeni - III Brigata indigeni | I Gruppo artiglieria da montagna                     |                                                                | 1935            | |
| 2ª Divisione fanteria della Sforzesca                                          | Divisione di fanteria             | - 53º Reggimento fanteria "Umbria" - 54º Reggimento fanteria "Umbria" - 68º Reggimento Fanteria "Palermo"                                      | 17º Reggimento artiglieria di divisione di fanteria  |                                                                | 1934            | Novara |
| 2ª Divisione eritrea                                                           | divisione coloniale               | - II Brigata indigeni - IV Brigata indigeni | II Gruppo artiglieria da montagna                    |                                                                | 1935            | |
| 3ª Divisione fanteria del Monferrato                                           | Divisione di fanteria             | - 43º Reggimento fanteria "Forlì" - 44º Reggimento fanteria "Forlì" - 37º Reggimento fanteria "Ravenna"                                        | 11º Reggimento Artiglieria del Monferrato            |                                                                | 1934            | Saluzzo/Cuneo |
| 4ª Divisione fanteria del "Monviso"                                            | Divisione di fanteria             | - 33º Reggimento fanteria "Livorno" - 34º Reggimento fanteria "Livorno" (trasferito a Lero dal 1935 al 1936) - 38º Reggimento fanteria Ravenna | 28º Reggimento artiglieria "Monviso"                 |                                                                | 1934            | Cuneo |
| 5ª Divisione fanteria "Cosseria"                                               | Divisione di fanteria             | - 41º Reggimento fanteria "Modena" - 42º Reggimento fanteria "Modena" - 89º Reggimento fanteria Salerno (trasferito alla Cosseria II)          | 29º Reggimento artiglieria "Cosseria"                |                                                                | 1934            | Imperia trasferita in Libia (Bengasi) nel 1935 e in Africa Orientale nel 1936 e sostituita in Italia dalla “Cosseria II” |
| 105ª Divisione fanteria “Cosseria II” (sostituisce in patria la Cosseria)      | divisione di fanteria da montagna | - 41º Reggimento fanteria "Modena" - 43º Reggimento fanteria "Modena" - 89º Reggimento fanteria Salerno (preso dalla Cosseria)                 | 48º Reggimento artiglieria "Cosseria II"             |                                                                | 1934            | Imperia |
| 6ª Divisione di Fanteria di Legnano                                            | Divisione di fanteria             | - 7º Reggimento fanteria "Cuneo" - 8º Reggimento fanteria "Cuneo" - 67º Reggimento fanteria "Palermo"                                          | 27º Reggimento artiglieria "Legnano"                 |                                                                | 8 febbraio 1934 | Milano |
| 7ª Divisione fanteria “Leonessa”                                               | Divisione di fanteria             | - 77º Reggimento fanteria "Lupi di Toscana" - 78º Reggimento fanteria "Lupi di Toscana" - 50º Reggimento fanteria "Parma"                      | 30º Reggimento artiglieria "Leonessa"                |                                                                | 1934            | Bergamo/Brescia |
| 8ª Divisione fanteria del "Po" (trasformata in divisione motorizzata nel 1936) |                                   | - 61º Reggimento fanteria "Valtellina" - 62º Reggimento fanteria "Valtellina" - 65º Reggimento fanteria "Valtellina"                           |                                                      |                                                                | 1934            | Piacenza |
| 9ª Divisione fanteria del Pasubio                                              | Divisione di fanteria             | - 49º Reggimento fanteria "Parma" - 57º Reggimento fanteria "Abruzzi" - 79º Reggimento fanteria "Roma"                                         | 8º Reggimento di Artiglieria del Pasubio             |                                                                | 1934            | Verona |
| 10ª Divisione fanteria del Piave                                               | Divisione di fanteria             | - 55º Reggimento fanteria "Marche" - 58º Reggimento fanteria "Abruzzi" - 71º Reggimento fanteria "Puglie"                                      | 20º Reggimento artiglieria da campagna               |                                                                | 1934            | Padova |
| 11ª Divisione fanteria "Brennero"                                              | Divisione di fanteria             | - 231º Reggimento fanteria "Avellino" - 232º Reggimento fanteria "Avellino" - 18º Reggimento fanteria "Aqui"                                   | 9º Reggimento Artiglieria del Brennero               | 7º Reggimento Bersaglieri                                      | 1934            | Bolzano |
| 12ª Divisione fanteria del "Timavo"                                            |                                   | - 151º Reggimento fanteria "Sassari" - 152º Reggimento fanteria "Sassari" - 12º Reggimento fanteria "Casale"                                   | 34º Reggimento artiglieria "Timavo"                  |                                                                | 1934            | Olbia/Sassari |
| 13ª Divisione Fanteria del “Montenero”                                         |                                   | - 1º Reggimento fanteria "Re" - 2º Reggimento fanteria "Re" - 56º Reggimento fanteria "Marche"                                                 | 15º Reggimento artiglieria "Montenero"               |                                                                | 1934            | Udine |
| 14ª Divisione Fanteria dell'Isonzo                                             |                                   | - 17º Reggimento fanteria "Acqui" - 23º Reggimento fanteria "Como" - 24º Reggimento fanteria "Como"                                            | 6º Reggimento Artiglieria dell'Isonzo                |                                                                | 1934            | Gorizia |
| 15ª Divisione fanteria del "Carnaro"                                           |                                   | - 73º Reggimento fanteria "Lombardia" - 74º Reggimento fanteria "Lombardia" - 26º Reggimento fanteria "Bergamo"                                | 4º Reggimento Artiglieria del Carnaro                |                                                                | 1934            | Abbazia |
| 16ª Divisione fanteria di Fossalta                                             |                                   | - 73º Reggimento fanteria "Lombardia" - 74º Reggimento fanteria "Lombardia" - 66º Reggimento fanteria "Valtellina"                             | 3º Reggimento Artiglieria di Fossalta                |                                                                | 1934            | Bologna |
| 17ª Divisione fanteria del Rubicone                                            |                                   | - 27º Reggimento fanteria "Pavia" - 28º Reggimento fanteria "Pavia" - 11º Reggimento fanteria "Casale"                                         | 26º Reggimento artiglieria "Rubicone"                |                                                                | 1934            | Ravenna |
| 18ª Divisione fanteria del “Metauro”                                           |                                   | - 93º Reggimento fanteria "Messina" - 94º Reggimento fanteria "Messina" (trasferito alla Metauro II) - 157º Reggimento fanteria "Liguria"      | 2º Reggimento Artiglieria del Metauro                |                                                                | 1934            | Ancona (trasferita in Libia nel 1935)                                                                                    |
| 118ª Divisione fanteria del “Metauro II”                                       |                                   | - 62º Reggimento fanteria "Po" - 94º Reggimento fanteria "Messina" (trasferito dalla Metauro) - 157º Reggimento fanteria "Liguria"             | 49º Reggimento Artiglieria del Metauro II            |                                                                | 1934            | Ancona |
| 19ª Divisione fanteria "Gavinana"                                              | divisione di fanteria da montagna | - 83º Reggimento fanteria "Venezia" - 84º Reggimento fanteria "Venezia" - 70º Reggimento fanteria "Ancona"                                     | 19º Reggimento artiglieria "Gavinana"                |                                                                | 1934            | Firenze (trasferita in Eritrea durante il conflitto e sostituita in Firenze dalla Gavinana II)                           |
| 119ª Divisione di Fanteria "Gavinana II"                                       | divisione di fanteria da montagna | - 127º Reggimento fanteria "Firenze" - 128º Reggimento fanteria "Firenze" - 213º Reggimento fanteria "Arno"                                    | 43º Reggimento artiglieria "Gavinana II"             |                                                                | 1935            | Firenze |
| 20ª Divisione fanteria “Curtatone e Montanara”                                 |                                   | - 21º Reggimento fanteria "Cremona" - 22º Reggimento fanteria "Cremona" - 88º Reggimento fanteria "Friuli"                                     | 7º Reggimento di Artiglieria "Curtatone e Montanara" |                                                                | 1934            | Livorno |

### Fanteria da 21ª a 40ª
Lista delle seguenti venti divisioni in ordine numerico. Per convenienza a volte vengono menzionate anche le divisioni non attive nel periodo di riferimento (1935/36) specificando l'anno di formazione.
| Nome divisione                                                                                     | Tipo                              | Composizione | Composizione                                          | Composizione | Creazione    | Creazione                      | Creazione                                                                                                  | Scioglimento |
| Nome divisione                                                                                     | Tipo divisione                    | Rgt. fanteria | Rgt. artiglieria                                      | Altra unità  | Data/periodo | Esistente durante il conflitto | Sede | Data/periodo |
| -------------------------------------------------------------------------------------------------- | --------------------------------- | --- | ----------------------------------------------------- | ------------ | ------------ | ------------------------------ | --- | ------------ |
| 21ª Divisione fanteria "Granatieri di Sardegna"                                                    |                                   | - 1º Reggimento fanteria "Granatieri di Sardegna" - 2º Reggimento fanteria "Granatieri di Sardegna" - 3º Reggimento fanteria "Granatieri di Sardegna" | 13º Reggimento artiglieria "Granatieri di Sardegna"   |              | 1934         | Si                             | Roma |              |
| 22ª Divisione fanteria "Cacciatori delle Alpi"                                                     |                                   | |                                                       |              | 1939         | No                             | Perugia |              |
| 23ª Divisione fanteria "Ferrara"                                                                   | divisione di fanteria da montagna | |                                                       |              | 1938         | No                             | |              |
| 24ª Divisione fanteria "Pinerolo"                                                                  |                                   | |                                                       |              | 1939         | No                             | |              |
| 24ª Divisione fanteria "Gran Sasso"                                                                |                                   | - 13º Reggimento fanteria "Pinerolo" - 14º Reggimento fanteria "Pinerolo" - 225º Reggimento fanteria "Arezzo"                                         | 18º Reggimento artiglieria "Gran Sasso"               |              | 1934         | Si                             | Chieti/L'Aquila inviata in Africa Orientale e sostituita nel 1935 dalla Gran Sasso II                      |              |
| 124ª Divisione fanteria "Gran Sasso II"                                                            |                                   | - 95º Reggimento fanteria "Udine" (L'Aquila) - 96º Reggimento fanteria "Udine" (Chieti) - 97º Reggimento fanteria "Genova" (Ascoli Piceno)            | 44º Reggimento artiglieria "Gran Sasso II" (L'Aquila) |              | 1934         | Si                             | Chieti/L'Aquila                                                                                            |              |
| 25ª Divisione fanteria del "Volturno" (ridesignata nel 1939 come 25ª Divisione fanteria "Bologna") |                                   | - 40º Reggimento fanteria "Savona" - 15º Reggimento fanteria "Savona" - 31º Reggimento fanteria "Siena"                                               | 10º Reggimento Artiglieria del Volturno               |              | 1934         | Si                             | Napoli |              |
| 26ª Divisione fanteria "Assietta" (sostituita in Libia dalla Divisione di Fanteria "Assietta II")  | divisione di fanteria             | - 38º Reggimento fanteria "Ravenna" - 63º Reggimento fanteria "Cagliari"                                                                              | 49º Reggimento artiglieria "Asti"                     |              | 1935         | Si                             | Asti (trasferita in Derna, Libia nel 1935 e in Africa Orientale nel 1936)                                  |              |
| 126ª Divisione di Fanteria "Assietta II" (sostituì in Libia la Divisione di Fanteria "Assietta I") | divisione di fanteria da montagna | - 62º Reggimento fanteria "Sicilia" - 81º Reggimento fanteria "Torino"                                                                                | 25º Reggimento artiglieria "Assietta II"              |              | 1935         | Si                             | Derna, Libia                                                                                               | 1937         |
| 27ª Divisione fanteria "Sila"                                                                      |                                   | - 19º Reggimento fanteria "Sila" (Catanzaro) - 20º Reggimento fanteria "Sila" (Reggio Calabria) - 16º Reggimento fanteria "Savona"                    | 55º Reggimento artiglieria "Sila" (Nola)              |              | 1935         | Si                             | Catanzaro (trasferita in Eritrea nel 1935 e sostituita dalla Sila II)                                      |              |
| 127ª Divisione fanteria "Sila II"                                                                  |                                   | - 132º Reggimento fanteria "Lazio" (Cosenza) - 243º Reggimento fanteria "Cosenza" (Catanzaro) - 244º Reggimento fanteria "Cosenza " (Catanzaro)       | 45º Reggimento artiglieria "Sila II" (Nola)           |              | 1935         | Si                             | Catanzaro (sostituì la Sila inviata in Eritrea)                                                            |              |
| 28ª Divisione fanteria "Vespri"                                                                    |                                   | - 1º Reggimento fanteria "Aosta" - 2º Reggimento fanteria "Aosta" - 85º Reggimento addestramento volontari "Verona"                                   | 22º Reggimento artiglieria "Vespri"                   |              | 1934         | Si                             | Palermo |              |
| 29ª Divisione fanteria "Peloritana"                                                                |                                   | - 3º Reggimento fanteria "Piemonte" - 4º Reggimento fanteria "Piemonte" - 75º Reggimento fanteria "Napoli"                                            | 24º Reggimento artiglieria "Peloritana"               |              | 1934         | Si                             | Messina (inviata in Somalia nel 1935 e sostituita in Italia dalla 129ª Divisione di Fanteria Peloritana II |              |
| 129ª Divisione fanteria "Peloritana II"                                                            |                                   | - 146º Reggimento fanteria "Catania" (Catania) - 222º Reggimento fanteria "Jonio" (Messina) - 224º Reggimento fanteria "Napoli" Siracusa)             | 52º Reggimento artiglieria "Peloritana" (Messina)     |              | 1935         | Si                             | Messina (sostituì in Italia la 29ª Divisione fanteria Peloritana inviata in Somalia nel 1935               |              |
| 30ª Divisione fanteria "Sabauda"                                                                   |                                   | - 45º Reggimento fanteria "Reggio" - 46º Reggimento fanteria "Reggio" - 9º Reggimento fanteria "Calabria"                                             | 16º Reggimento artiglieria "Sabauda"                  |              | 1935         | Si                             | Cagliari (inviata in Eritrea nel 1935 e sostituita dalla 130ª Divisione fanteria "Sabauda II")             |              |
| 130ª Divisione fanteria "Sabauda II"                                                               |                                   | - 239º Reggimento fanteria "Pesaro" (Cagliari) - 46º Reggimento fanteria "Pesaro" (Iglesias) - 18º Reggimento Bersaglieri Btg LXVII, LXVIII (Milano)  | 42º Reggimento artiglieria "Sabauda II" (Cagliari)    |              | 1934         | Si                             | Cagliari (sostituì la 30ª Divisione fanteria "Sabauda" inviata in Eritrea)                                 |              |
| 31ª Divisione fanteria "Caprera"                                                                   |                                   | - 59º Reggimento fanteria "Calabria" - 60º Reggimento fanteria "Calabria" - 45º Reggimento fanteria "Reggio"                                          | 40º Reggimento artiglieria "Caprera"                  |              | 1934         | Si                             | Sassari |              |
| 32ª Divisione fanteria "Marche"                                                                    | divisione di fanteria da montagna | - 55º Reggimento fanteria "Marche" - 56º Reggimento fanteria "Marche"                                                                                 | 32º Reggimento artiglieria "Marche"                   |              | 1939         | No                             | Venezia |              |
| 33ª Divisione fanteria "Acqui"                                                                     | divisione di fanteria da montagna | |                                                       |              | 1939         | No                             | |              |
| 36ª Divisione fanteria "Forlì"                                                                     | divisione di fanteria da montagna | |                                                       |              | 1939         | No                             | |              |
| 37ª Divisione fanteria "Modena"                                                                    | divisione di fanteria da montagna | |                                                       |              | 1939         | No                             | |              |
| 38ª Divisione fanteria "Puglie"                                                                    | divisione di fanteria da montagna | |                                                       |              | 1939         | No                             | |              |
| 40ª Divisione fanteria "Cacciatori d'Africa"                                                       |                                   | |                                                       |              | 1940         | No                             | |              |

### Fanteria oltre 41ª
Lista delle seguenti divisioni in ordine numerico. Per convenienza a volte vengono menzionate anche le divisioni non attive nel periodo di riferimento (1935/36) specificando l'anno di formazione.
| Nome divisione | Tipo                              | Composizione | Composizione                                      | Composizione                                   | Creazione                                                             | Creazione    | Creazione                      | Creazione                                  | Scioglimento |  |
| Nome divisione | Tipo divisione                    | Rgt. fanteria | Rgt. artiglieria                                  | Altra unità                                    | Unità originarie                                                      | Data/periodo | Esistente durante il conflitto | Sede                                       | Data/periodo |  |
| --- | --------------------------------- | --- | ------------------------------------------------- | ---------------------------------------------- | --------------------------------------------------------------------- | ------------ | ------------------------------ | ------------------------------------------ | --- |  |
| 41ª Divisione fanteria "Firenze" | fanteria ordinaria                | |                                                   |                                                |                                                                       | 1939         | No                             |                                            | |  |
| 44ª Divisione fanteria "Cremona" | fanteria ordinaria                | |                                                   |                                                |                                                                       | 1939         | No                             |                                            | |  |
| 47ª Divisione fanteria "Bari" | fanteria ordinaria                | |                                                   |                                                |                                                                       | 1939         | No                             |                                            | |  |
| 48ª Divisione fanteria "Taro" | fanteria ordinaria                | |                                                   |                                                |                                                                       | 1939         | No                             |                                            | |  |
| 49ª Divisione fanteria "Parma" | fanteria ordinaria                | |                                                   |                                                |                                                                       | 1939         | No                             |                                            | |  |
| 50ª Divisione fanteria "Regina" | fanteria ordinaria                | |                                                   |                                                |                                                                       | 1939         | No                             |                                            | |  |
| 51ª Divisione fanteria "Siena" | fanteria ordinaria                | |                                                   |                                                |                                                                       | 1939         | No                             |                                            | |  |
| 52ª Divisione fanteria "Torino" | fanteria autotrasportabile        | |                                                   |                                                |                                                                       | 1940         | No                             |                                            | |  |
| 53ª Divisione fanteria "Arezzo" | divisione di fanteria da montagna | |                                                   |                                                |                                                                       | 1939         | No                             |                                            | |  |
| 54ª Divisione fanteria "Napoli" | fanteria ordinaria                | |                                                   |                                                |                                                                       | 1939         | No                             |                                            | |  |
| 56ª Divisione fanteria "Casale" | fanteria ordinaria                | |                                                   |                                                |                                                                       | 1939         | No                             |                                            | |  |
| 57ª Divisione fanteria "Lombardia" | fanteria ordinaria                | |                                                   |                                                | deriva dalla 15ª Divisione fanteria del “Carnaro” costituita nel 1934 | 1939         | No                             |                                            | |  |
| 58ª Divisione fanteria "Legnano" | fanteria di linea                 | - 7º Reggimento fanteria "Cuneo" - 8º Reggimento fanteria "Cuneo" - 67º Reggimento fanteria "Palermo"                   | 27º Reggimento artiglieria "Legnano"              |                                                | deriva dalla 6ª Divisione fanteria "Cuneo"                            | 1934         | Si                             | Como/Legnano                               | |  |
| 59ª Divisione fanteria "Cagliari" | divisione di fanteria da montagna | |                                                   |                                                |                                                                       | 1939         | No                             |                                            | |  |
| 65ª Divisione fanteria "Granatieri di Savoia" | fanteria ordinaria                | - 10º Reggimento fanteria "Granatieri di Savoia" - 11º Reggimento fanteria "Granatieri di Savoia"                       | 60º Reggimento artiglieria "Granatieri di Savoia" | - 11º Btg. CC.NN. - Btg. Cavalleria "Neghelli" |                                                                       | 1936         | Si                             | Latina inviata in Africa Orientale il 1936 | |  |
| 154ª Divisione fanteria "Murge" (da non confondersi con la 23ª Divisione fanteria "Murge" costituita nel 1938 e ridenominata 23ª Divisione fanteria "Ferrara") | divisione di fanteria da montagna | - 9º Reggimento fanteria "Regina" - 10º Reggimento fanteria "Regina" - 47º Reggimento addestramento volontari "Ferrara" | 154º Reggimento artiglieria "Murge"               |                                                |                                                                       | 1934         | Si                             | Bari                                       | sciolta nel 1939 e ricostituita come 154ª Divisione fanteria di occupazione "Murge" (poi 154ª Divisione fanteria "Murge" il 1º dicembre 1941) |  |

## Fanteria Motorizzata
1ª Divisione motorizzata "Trento", costituita nel 1935, cambiò numero 2 volte: 2ª nel 1936 e 102ª nel 1939. Sede: Barca/Bengasi
- 115º Reggimento di Fanteria "Treviso"
- 116º Reggimento di Fanteria "Treviso"
- 51º Battaglione misto (ingegneri/supporto)
- 46º Reggimento Artiglieria Motorizzata "Trento"

8ª Divisione fanteria di marcia, costituita nel 1942

## Truppe Corazzate

### Truppe corazzate per il supporto alla Fanteria
Reggimento carri armati ossia truppe corazzate per il supporto alla Fanteria.

#### Reggimento carri armati per C.d.A.
12 battaglioni “carri d'assalto”
- I battaglione "Ribet"
- II battaglione “Berardi”
- III battaglione “Paselli” ridenominato XXXI “Cerboni”
- IV battaglione “Monti”
- V battaglione “Suarez” ridenominato “Venezian”
- VI battaglione “Lollini”
- VII battaglione “Vezzani”
- VIII battaglione “Bettoia”
- IX battaglione “Guadagni”
- X battaglione “Menziger”
- XI battaglione “Gregorutti”
- XII battaglione “Cangialosi”

#### Battaglioni coloniali carri d'assalto
7 battaglioni “carri d'assalto”:
- XX “Randaccio” (Eritrea e Libia)
- XXI “Trombi” (Libia)
- XXII “Coralli” (Libia)
- XXIII “Stennio”
- XXXI “Cerboni”
- XXXII “Battisti” (Libia)
- Squadrone speciale carri veloci CV (Somalia)
- Squadriglia Speciale “S” (Lancia Ansaldo 1ZM - Somalia)
- Sezione autoblinde Fiat 611 (Somalia)
- V Gruppo squadroni carri veloci (Somalia)
- Battaglioni carri d'assalto:
  - IX
  - XXIII
  - XXIV
  - XXXI
- Compagnia complementi per il 2º Reggimento bersaglieri
- Compagnia carri d'assalto per la Sardegna

### Truppe corazzate per l'attacco in profondità
Reggimento Scuola Carri Veloci ossia truppe corazzate per il supporto alla Cavalleria e per l'attacco in profondità.

#### Reggimenti assegnati alle Divisioni Celeri
3 gruppi di “squadroni carri veloci” composti da 61 carri, costituiti nel 1934:
- I “San Giorgio”
- II “San Marco”
- III “San Martino” ridenominato “San Giusto”
- IV Gruppo squadroni carri veloci “Duca degli Abruzzi” (costituito nel 1935, 61 carri)
- V Gruppo squadroni carri veloci “Baldissera” (costituito nel 1935, 61 carri)

#### Squadroni carri assegnati alla cavalleria
Squadroni di carri veloci (ciascuno di 15 carri, sciolti nel 1938) assegnati alla Cavalleria:
- 1º Reggimento "Nizza Cavalleria"
- 6º Reggimento "Lancieri di Aosta"
- 14º Reggimento "Cavalleggeri di Alessandria"
- 2º Reggimento "Piemonte Reale Cavalleria"
- 10º Reggimento "Vittorio Emanuele II"
- 3º Reggimento "Savoia Cavalleria"
- 5º Reggimento "Lancieri di Novara"
- 9º Reggimento "Lancieri di Firenze"
- 12º Reggimento "Cavalleggeri di Saluzzo"
- 19º Reggimento "Cavalleggeri Guide"

### Fanteria Carrista
4 reggimenti di Fanteria Carrista costituiti nel settembre 1936:
1º Reggimento Fanteria Carrista
Sede: Vercelli
- I, II e III Battaglione Carri d'Assalto (L3/35)
- IV Battaglione Carri di Rottura (Fiat 3000)

2º Reggimento Fanteria Carrista
Sede: Verona
- IV, V e XI Battaglione Carri d'Assalto (L3/35)
- III Battaglione Carri di Rottura (Fiat 3000)

3º Reggimento Fanteria Carrista
Sede: Bologna
- VI e VII Battaglione Carri d'Assalto (L3/35)
- Compagnia Meccanizzata di Zara
- Battaglione Scuola Allievi Ufficiali di Complemento e Allievi Sottufficiali

4º Reggimento Fanteria Carrista
- VIII, IX, X e XII Battaglione Carri d'Assalto (L3/35)
- II, V Battaglione Carri di Rottura (Fiat 3000)